# Хроника Ливонии
«Хро́ника Ливо́нии», «Хро́ника Ге́нриха Латви́йского» (лат. Heinrici Cronicon Lyvoniae) — манускрипт Генриха Латвийского, описывающий исторические события в Ливонии и окружающих странах в период с 1180 по 1227 год.
В Новое время впервые изданы в 1740 году И. Г. Грубером, который идентифицировал автора «Хроники». В 1865 году переизданы в серии «Monumenta Germaniae Historica» (том XXIII) под названием «нем. Die Chronik Heinrichs von Lettland».
«Хроника Ливонии» — старейший из известных письменных документов, засвидетельствовавших факты истории Древнерусского государства и его соседей, наряду с «Повестью временных лет» (она же «Первоначальная летопись» или «Несторова летопись»; этот летописный свод доходит до начала XII века, 1117 года).
Наряду с «Ливонской рифмованной хроникой» (XIII век) и «Новгородской первой летописью» (1016—1471 годы), «Хроника Ливонии» — важный источник информации о том, как проходили первые этапы христианизации народов в восточной Прибалтике.

## Исторические обстоятельства
За призывами римских пап к возобновлению священных войн, крестовых походов в конце XII века последовал не только Четвёртый крестовый поход, завершившийся падением в 1204 году Константинополя. Одновременно с этим был осуществлён ряд так называемых «Северных крестовых походов», которые менее полно освещаются в исторических публикациях на английском языке, хотя с точки зрения долгосрочных последствий они были для европейцев гораздо более значимы. Западная историография объясняет это следующим образом. До начала этих крестовых походов Ливония представляла собой неустойчивый форпост (западной цивилизации), языческий край, где купцы из Ганзейского союза торговали с новгородскими купцами и где происходило смешение германской, скандинавской и русской культуры и культов. В результате скандинавским князьям и германским военизированным рыцарским орденам под руководством немецких князь-епископов удалось покорить народы Прибалтики и перестроить их уклад, втянув их в орбиту Запада.

## Содержание
«Хроника» состоит из четырёх книг:

Расселение племён в Прибалтике к XII веку

- Книга первая, «О первом епископе Мейнарде» описывает события между 1186 и 1196 годами: прибытие в Икшкиле (тж. Икскюль; латыш. Ikšķile) первого епископа — Мейнарда, получение разрешения на проповедь от полоцкого князя Владимира и его попытки крестить ливов.
- Книга вторая, «О втором епископе Бертольде» описывает события между 1196 и 1198 годами: прибытие второго епископа Икскюльского — Бертольда Ганноверского и его смерть в сражении с ливами на территории нынешней Риги[4]
- Книга третья, «О епископе Альберте» описывает события между 1198 и 1208 годами: прибытие третьего епископа Икскюльского Альберта фон Буксгевдена, основание рыцарского Ордена меченосцев, покорение земель ливов и их раздел между Орденом и Ливонским епископством, войны с князем Полоцким и с литовцами, покорение Кукенойсского княжества и земель селов (латыш. Sēļi).
- Книга четвёртая, «Об Эстляндии» описывает события между 1208 и 1226 годами: кампании против племён эстов, например, битву на Юмере, покорение Герсикского княжества, войны с куршами, семигалами, литовцами, а также с князьями псковскими и новгородскими.

Оригинал «Хроники» не сохранился. Имеется 16 различных списков, сделанных в период между XIV и XIX веками. Старейший из них — Codex Zamoscianus, записанный на пергаменте в конце XIII века, хранящийся в настоящее время в Народной библиотеке Польши в Варшаве. «Кодекс» неполон; в нём текст «Хроники» заканчивается на 23-й главе.

## Об авторе
Автор хроники, Генрих Латвийский — христианский миссионер, лично присутствовавший в Ливонии во время описываемых событий. Полагают, что он родился между 1180 и 1188 годами. О том, что по национальности он немец, говорит не только его имя, но и постоянное использование первого лица множественного числа («мы») при разговоре о немцах. Воспитывался он при дворе князь-епископа Альберта Рижского, в 1208 году был рукоположен в священники и в качестве миссионера латышей и эстов сопровождал архиепископа Филиппа Раусбургского в Лифляндию, где основал приход и завершил свои дни в мире.
Своим появлением «Хроника», возможно, обязана тому, что в 1225—1227 Генрих был приставлен как переводчик к папскому легату Вильгельму Моденскому, который и потребовал изложить всю историю христианской миссии на бумаге. Вильгельм Моденский, один из видных папских дипломатов, был направлен в Ливонию для разрешения конфликта и взаимных претензий по поводу раздела земель между Орденом меченосцев и католическими епископами Ливонии.
По содержанию «Хроника» в известной степени тенденциозна, преломляя все события сквозь призму интересов церкви, чьё пребывание в Ливонии представляется как важнейшее событие в истории края.

## Критика
Вопрос об авторстве древнейшей ливонской хроники остаётся спорным. Все исследователи согласны лишь с тем, что он был лицом духовным, но относительно его национальности и личности мнения расходятся. Многие склонны считать автором хроники священника Генриха Латвийского. Ещё в начале XX века Ив. Юрьенс отмечал, что кто бы ни был автор, «несомненно это человек близкий к власти, всё знавший, всё слышавший, живший в Риге или Дюнамюндском монастыре или даже Фределанде, тем важнее и достовернее написанная им история, но тем пристрастнее освещение изложенных им фактов».
В продолжение ста с лишним лет после первого издания Хроники Ливонии (1740) принято было считать, что её автор — латыш. Однако в период борьбы с младолатышским движением, начиная с 1860-х годов, остзейские публицисты и историки подвергли пересмотру и прежнее мнение о национальности автора. Но вопрос о национальности автора по существу не имеет значения, так как содержание и идейная направленность «Хроники» не оставляет никаких сомнений относительно политических и национальных симпатий писавшего, ибо на протяжении всего повествования автор выступает идеологом немецких крестоносцев XIII века и защитником политических притязаний Рижских епископов. Известно, что Хроника Ливонии наряду со Священным писанием читались за трапезой в замках Рижского архиепископа, так что текст выражает официальные взгляды католической церкви в эпоху крестовых походов и завоевания Прибалтики немцами. Любопытно, что даже сам автор отмечал свою необъективность и признавал, что сознательно умалчивал о некоторых событиях. Настоящими христианами он признаёт только немцев, которых противопоставляет остальным христианским народам (русские, шведы, датчане). Автор дипломатично обходит в своём изложении споры между Рижским епископом (чью сторону принимает летописец) и Орденом меченосцев и в тексте не раз встречаются упоминания и осуждения чрезмерного усердия рыцарей в сборе десятины и прочих поборов с эстов в пользу католической церкви.
Впервые Хроника Ливонии была издана в 1740 году; через 7 лет вышел её немецкий перевод (1747). Перевод на русский язык сделан лишь в 1876 году и, к сожалению, был осуществлён не с оригинального латинского текста, а с немецкого перевода, который, в свою очередь, был сделан с довольно позднего списка. Только в 1938 году вышло издание с латинским текстом и русским переводом. За основу публикации был взят список, обнаруженный в 1862 году в библиотеке Замойских в Варшаве. Однако, по оценке критиков, «текст далеко не свободен от интерполитаций и ошибок переписчика». Академик Я. Зутис отмечал, что целью автора хроники было оправдать и прославить кровавые подвиги немецких завоевателей, этими обстоятельствами объясняется тенденциозность в подборке фактов, в их освещении и оценке описываемых событий.

## Издания хроники
- Heinrich’s von Lettland. Livländische Chronik: Ein getreuer Bericht wie das Christenthum und die deutsche Herrschaft sich im Lande der Liven, Letten und Ehsten Bahn gebrochen. Nach Handschriften mit vielfacher Berichtigung des üblichen Textes aus dem Lateinischen übersetzt und erläutert / Hrsg. E. Pabst. — Reval: Gressel, 1867.
- Heinrich’s. Heinrici Chronicon Livoniae / Heinrichs Livländische Chronik / Hrsg. Leonid Arbusow, Albert Bauer. — 2 Auflage. — Hannoverae: Hahn, 1955. — (Monumenta Germaniae Historica; SS rer. Germ.; 31).
- Indriķa Hronika: [Латыш. пер.; Науч. коммент.] // Tulkojums A. Feldhu̅ns; Priekšvãrds un komentãri Ē. Mugure̅vicǎ. — Rīga, 1993.
- Генрих Латыш. Хроника / Генриха Латыша: [Пер. с нем. / Изд. Е. В. Чешихина] // Риж. вестн. — 1873. — [Отдельн. частями].
- Генрих Латыш. Хроника / Генриха Латыша; Пер. с нем. Э. Пабста // Сборник материалов и статей по истории Прибалтийского края / Изд. Е. В. Чешихина. — Рига, 1876 (1877). — Т. 1. — C. 65 — 285.
- Генрих Латвийский. Хроника Ливонии: [Латин. текст и пер.] / Генрих Латвийский; Введ., пер. и коммент. С. А. Аннинского; Предисл. В. А. Быстрянского. — М.; Л.: Изд-во Акад. наук СССР, 1938. — XV, 608 с. — (Известия иностранцев о народах СССР).
- Генрих Латвийский. Хроника Ливонии: [Рус. пер.] / Генрих Латвийский; Введ., пер. и коммент. С. А. Аннинского; Предисл. В. А. Быстрянского. — 2-е изд., [сокращ., без лат. текста]. — М.; Л.: Изд-во Акад. наук СССР, 1938. — XV, 352 с.
- Генрих Латвийский. Хроника Ливонии / Генрих Латвийский // Славянские хроники / Сост. А. И. Цепков. — СПб.: Глаголъ, 1996.
- Генрих. «Хроника Ливонии»: [Отрывки / Корректир. пер.] // Матузова В. И., Назарова Е. Л. Крестоносцы и Русь: Кон. XII в. — 1270 г.: Тексты, пер., коммент. — М.: Индрик, 2002.
- Генрих Латвийский. Хроника Ливонии / Генрих Латвийский. — Рязань: Александрия, 2009. — 351 с. — (Источники истории).